# 公卿
公卿（くぎょう）は日本の律令の規定に基づく太政官の高官で、国政を担う最高の職位をさす。
すなわち太政大臣・左大臣・右大臣・内大臣・大納言・中納言・参議ら（もしくは従三位以上（非参議））の高官を指す（参議以上を総称して議政官という）。
平安時代に、「公」は大臣、「卿」は参議または三位以上の廷臣を指すことから、合わせて、公卿と呼ばれるようになり、京都御所に仕える上級廷臣を指した。
公卿は、国政の公務に準ずる職位として、政所・荘園を持つことが許された。

## 概説
日本の律令制は中国の律令制度を手本として作られた。中国の制度では高官の総称として三公九卿という呼び方があった。これに倣い、太政大臣、左大臣、右大臣を「公」と呼び、三位以上の貴人や参議の官にある者を「卿」と呼んだため、両者を総合して公卿と呼ばれるようになった。公卿の地位に昇った者は、年毎に作成される『公卿補任』に記載された。三位以上は貴といい、五位以上を通貴というように、三位以上は貴族の中でも特別な意味を持った（古代中国における九品のうちの上品にあたる）。別名、星の位、上達部（かんだちめ）、雲上人などとも言われている。
ただし、「公卿」という言葉が指す範囲に関しては、9世紀までは五位以上の人々一般を指す意味を持っていた（すなわち、「貴族」と同義）とする指摘もある。それが三位以上に絞られる反面、四位でも参議以上の地位にある者は公卿として認められていくのは、貴族社会が位階よりも官職を重視するようになってきた表れであるとされる。
国政の実務は公卿が上卿として特命の管轄ごとの責任者となった。摂関政治が成立して天皇の出御する朝政が形骸化すると、上卿の奏上のうち特に審議を要するとされたものは、参議以上の公卿による陣定に諮問された。
摂関政治がその地位を確立していくまでは、公卿の多くは天皇と血縁関係が近い者（ミウチ）が占めていた。ところが摂関家による外戚関係の独占が続く中で、公卿のミウチの比率が低下していった。一方で、公家の中での貴族の格式、家格が固定化し公卿になれる家筋は限られるようになった。これらの家柄の公家を堂上家という。昇殿の許されない地下家でも、局務を世襲した中原氏嫡流押小路家と官務を世襲した小槻氏嫡流の壬生家は「地下官人の棟梁」として別格とされ、数例だが公卿となる者は存在した。しかし、地下家の公卿は昇殿を許されず、同じ公卿でも地位の差が生まれた。
摂関政治後期になると、天皇の秘書である蔵人と、上卿の指揮を受けて実務を担当する弁官の兼任が進んだことから、間に立つ上卿が浮き上がり、摂関以外の公卿の実権が低下した。さらに院政期に入ると、院近臣が公卿未満の官人である諸大夫のままで発言力を持つようになった。

### 武家の公卿
平安時代末期には平氏政権の確立により、平清盛が太政大臣となり、武家の公卿の始まりとなった。
鎌倉時代では源頼朝は権大納言、源頼家は左近衛中将・左衛門督（後には正二位）、源実朝は右大臣にのぼり、以降は征夷大将軍が公卿の身分を持つ伝統が生まれた。
建武政権では、足利尊氏は当初は征夷大将軍の地位こそ授けられなかったものの、初め従三位鎮守府将軍として公卿となり、建武の乱で後醍醐天皇と対立する直前には従二位征東将軍にまで登っているなど、やはり鎌倉の征夷大将軍と同等の地位を認められている。
室町幕府の足利将軍家もこの例に倣い、代々公卿の位に登った。特に足利義満は太政大臣にまでなっている。また、斯波義重や畠山持国といった管領や足利氏の有力一門に従三位が授けられることもあった。南朝の総大将・楠木正儀も晩年に南朝方の参議に任じられ、公卿の位に登りつめている。
戦国時代には献金と引き換えに従三位以上の位を受ける者もいた。中でも大内義隆は朝廷に多額の献金を行い、最終的には従二位まで登り、同じ信長以前に従三位へ上り詰めた武家大名である父義興と武田元信・伊藤義佑にも許されなかった公卿の官職も得た。また「百官名」のように官位を自称することが頻繁に見られた時代であるが、公卿の官職を自称したのは公家が武士化した家の名跡を継いだ姉小路良頼、姉小路頼綱父子、斎藤利親のみである。一方で、公卿の身分を持った公家である土佐一条氏、北畠氏等が戦国大名化している。
織田信長が中央政権を掌握すると、大納言、右大臣といった公卿の地位を占めた。しかし家臣や一門の官位を引き上げることはせず、織田政権で公卿となったのは、信長のほかは嫡子信忠のみであった。
豊臣秀吉は諸大名統制の手段として、官位の秩序を利用した。自らが公卿の最高位である関白・太政大臣の地位を占め、諸大名に大納言や中納言といった公卿の地位を与えた。そのため公家の公卿就任者が激減し、秀吉没後には内大臣徳川家康が最高位者となるという異常事態が起る。
関ヶ原の戦いで徳川家康が覇権を握ると、家康は公卿制度の再構築を行う。公家と武家の官位を分離し、武家官位は柳営補任に掲載されるようになった。将軍以外の官位は抑制され、江戸時代中期以降、公卿に相当する地位に昇れた武家は徳川将軍家一門でも御三家や御三卿等わずかであり、その他の大名では前田氏に限られた。

### 公卿の消滅と華族制度の創設
慶応3年12月9日（1868年1月3日）、王政復古の大号令により千年以上続いてきた官位制度が改革された。慶応4年閏4月21日（1868年6月11日）には政体書が発表され、太政官制度がスタートした。
また、明治2年6月17日（1869年7月25日）に明治新政府は版籍奉還を行い、太政官達「公卿諸侯の称を廃し改て華族と称す」が公布され、公卿諸侯は華族と名称を変更することとなった。この際に公卿142家は旧藩主の諸侯285家とともに華族となり、華族制度が創設された。華族に列せられた公卿は「公家華族」と通称され、近代日本における上流社会を形成していった。なお、太政官には太政大臣、左大臣、右大臣、参議が存在したが、これも公卿と呼ばれることはなく、公卿補任への掲載も行われなかった。
明治18年（1885年）12月22日には内閣制度がスタートし、太政大臣、左右大臣、参議が廃止された。その後も位階制度は残り、内大臣も形を変えて存在したが、公卿の名が用いられることは無くなった。